# Algood
Algood és una població dels Estats Units a l'estat de Tennessee. Segons el cens del 2000 tenia 2.942 habitants.

## Demografia
Segons el cens del 2000, Algood tenia 2.942 habitants, 1.181 habitatges, i 792 famílies. La densitat de població era de 295,8 habitants/km².
Dels 1.181 habitatges en un 29,8% hi vivien nens de menys de 18 anys, en un 48,7% hi vivien parelles casades, en un 14,9% dones solteres, i en un 32,9% no eren unitats familiars. En el 30,1% dels habitatges hi vivien persones soles el 12,4% de les quals corresponia a persones de 65 anys o més que vivien soles. El nombre mitjà de persones vivint en cada habitatge era de 2,35 i el nombre mitjà de persones que vivien en cada família era de 2,87.
Per edats la població es repartia de la següent manera: un 22,6% tenia menys de 18 anys, un 8,7% entre 18 i 24, un 29,2% entre 25 i 44, un 20,7% de 45 a 60 i un 18,8% 65 anys o més.
L'edat mediana era de 37 anys. Per cada 100 dones de 18 o més anys hi havia 74,3 homes.
La renda mediana per habitatge era de 27.205 $ i la renda mediana per família de 34.234 $. Els homes tenien una renda mediana de 32.443 $ mentre que les dones 22.872 $. La renda per capita de la població era de 15.478 $. Entorn del 12,5% de les famílies i el 15,5% de la població estaven per davall del llindar de pobresa.

## Poblacions més properes
El següent diagrama mostra les poblacions més properes.